# Ksar Ouled Oun (Beni Mhira)
Ne doit pas être confondu avec Ksar Ouled Oun (Maztouria).
Ksar Ouled Oun ou Ksar El Gueïn est un ksar de Tunisie situé dans le gouvernorat de Tataouine.

## Localisation
Le ksar se situe près du lit d'un oued de la plaine de la Djeffara, dans le village d'Ouled Oun.

## Histoire
La fondation du ksar est datée de 1932 selon Kamel Laroussi.

## Aménagement
Le ksar se structure en deux lignes sur un axe de 300 mètres de long. Il compte entre 250 et 400 ghorfas selon les sources, réparties principalement sur deux étages.
Un processus d'ensablement touche le ksar dans les années 1960 mais protège en même temps les ghorfas. Le Comité régional de développement agricole de Tataouine le désensable et plante des arbres dans la cour pour freiner le phénomène.